# Simon Ier (roi d'Iméréthie)
Pour les articles homonymes, voir Simon Ier.
Simon Ier (mort en 1701) est un roi d'Iméréthie de la dynsatie des Bagratides ayant régné de 1699 à 1701.

## Biographie
Simon Ier est le fils aîné du roi Alexandre IV d'Iméréthie. Il est élevé à la cour du roi Héraclius Ier de Kakhétie et de Karthli pendant les guerres civiles qui désolent son pays.
En 1699, la Sublime Porte décide de le substituer au roi Artchil Ier, qui est une dernière fois chassé du trône. Simon Ier a épousé en 1698 Anuka, une fille cadette du prince Georges Abaschidzé, un grand féodal d'Iméréthie qui joue un rôle de « faiseur de rois ». Peu après, ce dernier et son autre fille Thamar, veuve du roi Alexandre IV, expulsent Simon Ier du trône avec l'appui du prince de Gourie, Mamia IV Guriéli.
Simon Ier tente de recouvrer le pouvoir en divorçant et en épousant en 1700 une sœur de Mamia IV. Le prince Georges Abaschidzé réagit immédiatement en offrant le trône d'Iméréthie à Mamia IV et en faisant assassiner Simon Ier.